# 슈트루클리

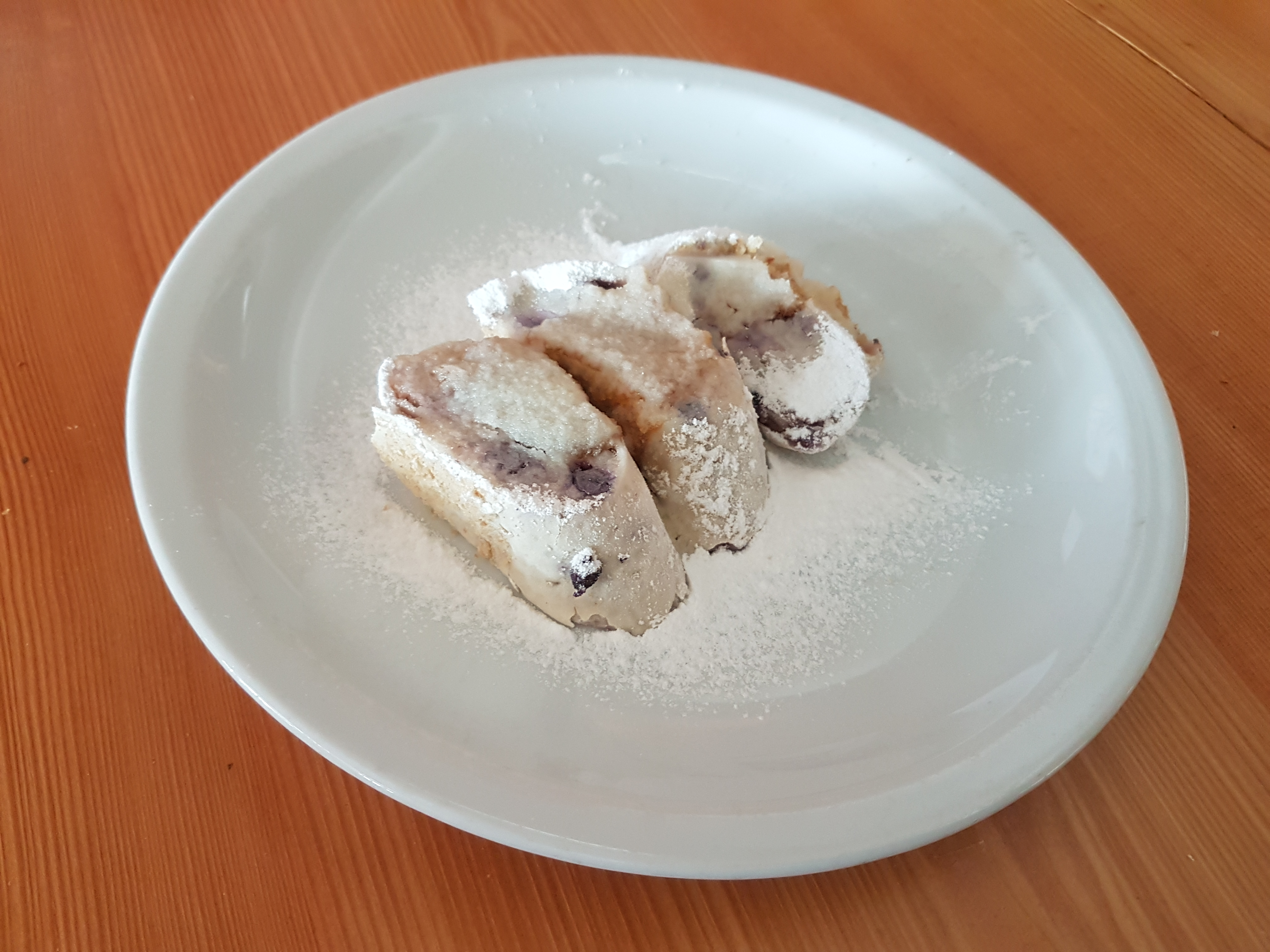

슈트루클리(Štruklji)는 반죽과 다양한 속 재료로 구성된 슬로베니아의 전통 요리이다. 이 요리는 찐 만두 형태로 나오며, 찌거나 삶거나 구울 수 있으며 다양한 속 재료를 넣을 수 있다. 슈트루클리는 전통적으로 특별한 날을 위해 준비되어 왔지만 이제는 슬로베니아 전역의 가정에서 가장 특징적인 일상 요리 중 하나이다. 크로아티아 전통 요리인 자고르스키 슈트루클리(Zagorski štrukli)와 밀접한 관련이 있다.